# Люксембург, Роза
Ро́за Лю́ксембург (пол. Róża Luksemburg, нем. Rosa Luxemburg, настоящее имя Rosalia Luxenburg — Розалия Люксенбург, псевд.: Юниус, Róża Kruszyńska, Maratij Rózga, Spartakus; 5 марта 1871, Замосць, Царство Польское, Российская империя — 15 января 1919, Берлин) — польский и немецкий теоретик марксизма, философ, экономист и публицист. Одна из наиболее влиятельных деятелей польской, немецкой и европейской революционной левой социал-демократии. Участвовала в работе кружка польских политических эмигрантов, стоявшего у истоков революционной социал-демократии Польши, вела борьбу против национализма Польской социалистической партии (ППС). За антивоенную агитацию в годы Первой мировой войны подверглась репрессиям — суммарный срок, проведённый в тюрьмах, составил около 4 лет. Одна из основателей антивоенного Союза Спартака и Коммунистической партии Германии. Схвачена и убита вместе с соратником по партии Карлом Либкнехтом после подавления восстания берлинских рабочих в январе 1919 года.

## Биография
Розалия Люксембург родилась 5 марта 1871 года в Российской империи в уездном городе Замосце (Замостье) Люблинской губернии Царства Польского в буржуазной еврейской семье. Она была последним, пятым ребёнком у Элиаша Люксенбурга (1830—1900), коммерсанта-лесоторговца, и его жены Лины, урождённой Лёвенштейн (1835—1897). В романе Юлиана Семёнова «Горение» говорится, что в Российской империи Роза Люксембург носила отчество «Эдуардовна».
В семье говорили на немецком и польском языках, Роза также училась русскому языку. Окончила женскую гимназию в Варшаве. В гимназии проявила себя как блестящая ученица. Ещё во время учёбы занялась революционной деятельностью.
В 1889 году, скрываясь от преследований полиции за участие в польском революционном подполье «Пролетариат», эмигрировала в Швейцарию, где продолжила образование. Изучала в Цюрихском университете политическую экономию, юриспруденцию, философию. Вела революционную пропаганду среди студентов, участвовала в работе кружка польских политических эмигрантов, положившего начало революционной социал-демократии Польши, вела борьбу против Польской социалистической партии (PPS, ППС). Здесь она повстречалась с социалистом Лео Йогихесом (в российском революционном движении известным под псевдонимом Ян Тышка).
В 1893 году Роза вместе с Яном Тышкой, Юлианом Мархлевским, Адольфом Варским и другими участвовала в основании Социал-демократической партии Королевства Польского и Литвы (СДКПиЛ) и возглавила её печатный орган «Справа роботнича». В это же время она вела ожесточённую борьбу с Польской социалистической партией, хотя Георгий Плеханов и Фридрих Энгельс относились к этой борьбе далеко не одобрительно.

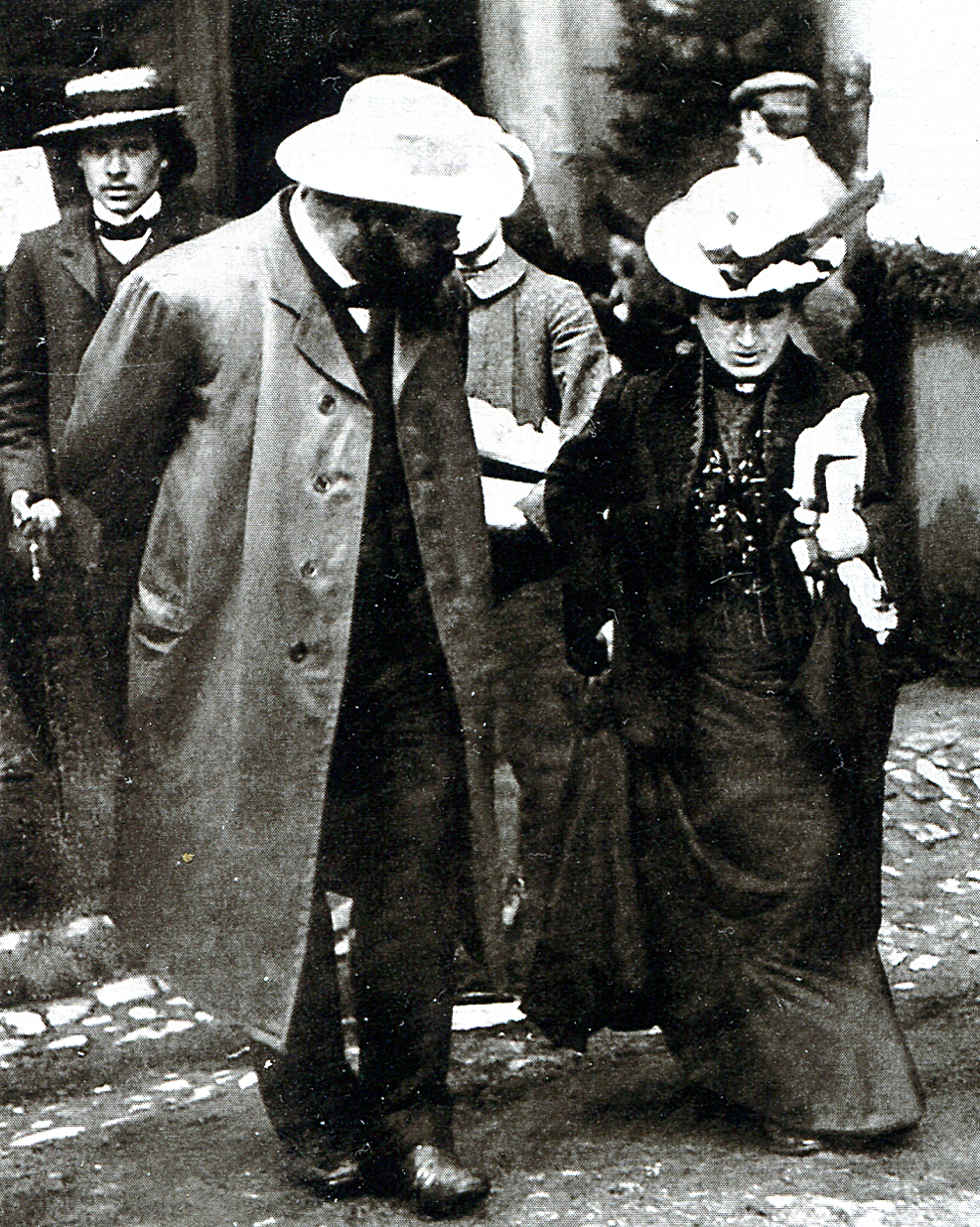
Александр Парвус и Роза Люксембург

В 1897 году Роза Люксембург защитила диссертацию на тему «Промышленное развитие Польши», получив степень доктора государственного права. В 1898 году переехала в Германию.
Чтобы получить немецкое гражданство, ей пришлось оформить фиктивный брак с немецким подданным Густавом Любеком. В 1907 году начался роман с Константином Цеткином (1885—1980) (сыном Клары Цеткин), о чём свидетельствует многолетняя переписка (написано около 600 писем). Константин вместе с матерью посещал заседания очередного съезда Второго интернационала, состоявшегося в Штутгарте, и был восхищён речами Розы Люксембург. Вскоре она стала его наставником в изучении марксизма и любовницей. Развод Клары Цеткин со вторым мужем Георгом Фридрихом Цунделем и разрыв Константина с Розой снова сблизил давних подруг: они периодически встречались в доме Клары в Зилленбухе под Штутгартом, а также вели переписку. Больше никогда в браке Роза не состояла и детей не имела. Вскоре она стала видной фигурой крайне левого крыла Социал-демократической партии Германии (СДПГ). Роза проявила себя как журналистка и оратор. В заключении в польских и немецких тюрьмах провела в общей сложности около 4 лет (главным образом в период Первой мировой войны). Она общалась с Плехановым, Августом Бебелем, Лениным, Жаном Жоресом, вела с ними полемику.
По поручению СДКПиЛ она вела агитацию среди польских горняков Силезии, в то же время теоретически и политически сражаясь против оппортунизма внутри германской и международной социал-демократии. Выступала против министериализма (мильеранизма) и оппортунистических компромиссов с буржуазными партиями. Опровержению ревизионизма она посвятила ряд статей, составивших книгу «Социальная реформа или революция?» (1899, русский перевод 1907). После начала российской революции в 1905 году Люксембург тайно поехала в Варшаву и приняла участие в революционных действиях польского пролетариата. Была арестована и вскоре освобождена под залог.
Находясь летом 1906 года в Финляндии, написала брошюру «Массовая забастовка, партия и профсоюзы» (1906, в русском переводе — «Всеобщая забастовка и немецкая социал-демократия», 1919), в которой обобщила опыт русской революции и сформулировала в свете этого опыта задачи германского рабочего движения. Брошюра получила высокую оценку Ленина.
На Штутгартском конгрессе Второго интернационала (1907) Люксембург совместно с Лениным внесла поправки в резолюцию Августа Бебеля по вопросу об отношении к империалистической войне и милитаризму. В поправках, в частности, указывалось, что при возникновении войны нужно использовать порождаемый ею кризис для свержения господства буржуазии.

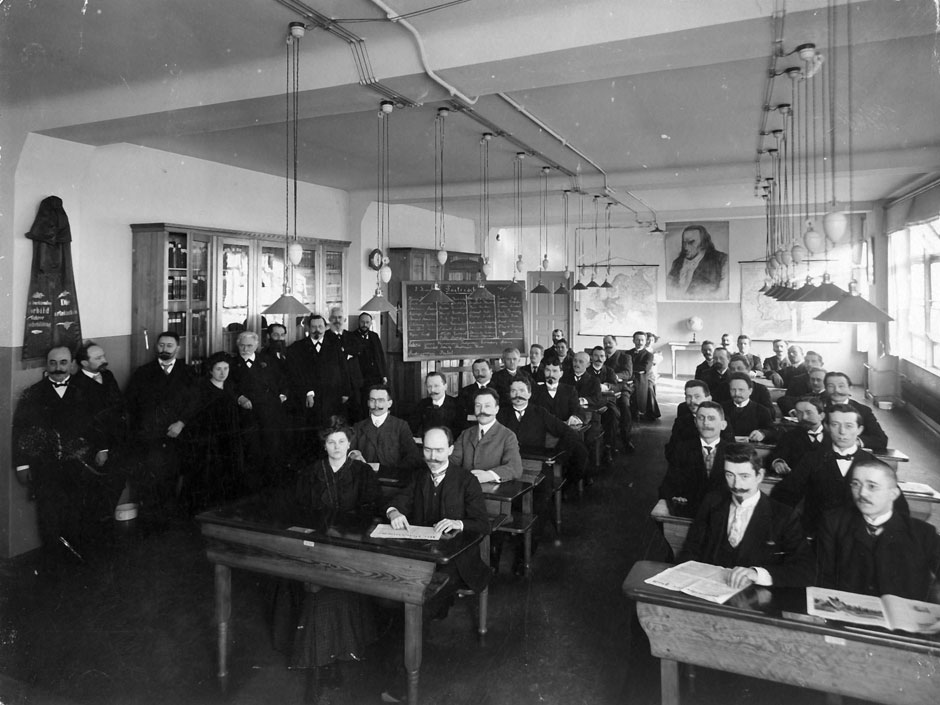
Партийная школа Социал-демократической партии Германии, 1907
Преподаватели, стоящие справа, слева направо: Хьюго Гейнеманн, Генрих Шульц (политик), Курт Розенфельд, Роза Люксембург, Август Бебель, Штадтгаген, Артур, Генрих Кунов, Франц Меринг, Эммануэль Вурм.
Среди студентов: левый ряд, слева во втором ряду — Вильгельм Пик, правый ряд, третий ряд слева — Фридрих Эберт.

В 1907 году Люксембург навсегда переехала в Германию. Ещё до начала Первой мировой войны Роза Люксембург окончательно порвала не только с официальным центром, но и с Карлом Каутским. В течение ряда лет она возглавляла леворадикальную оппозицию в партии.

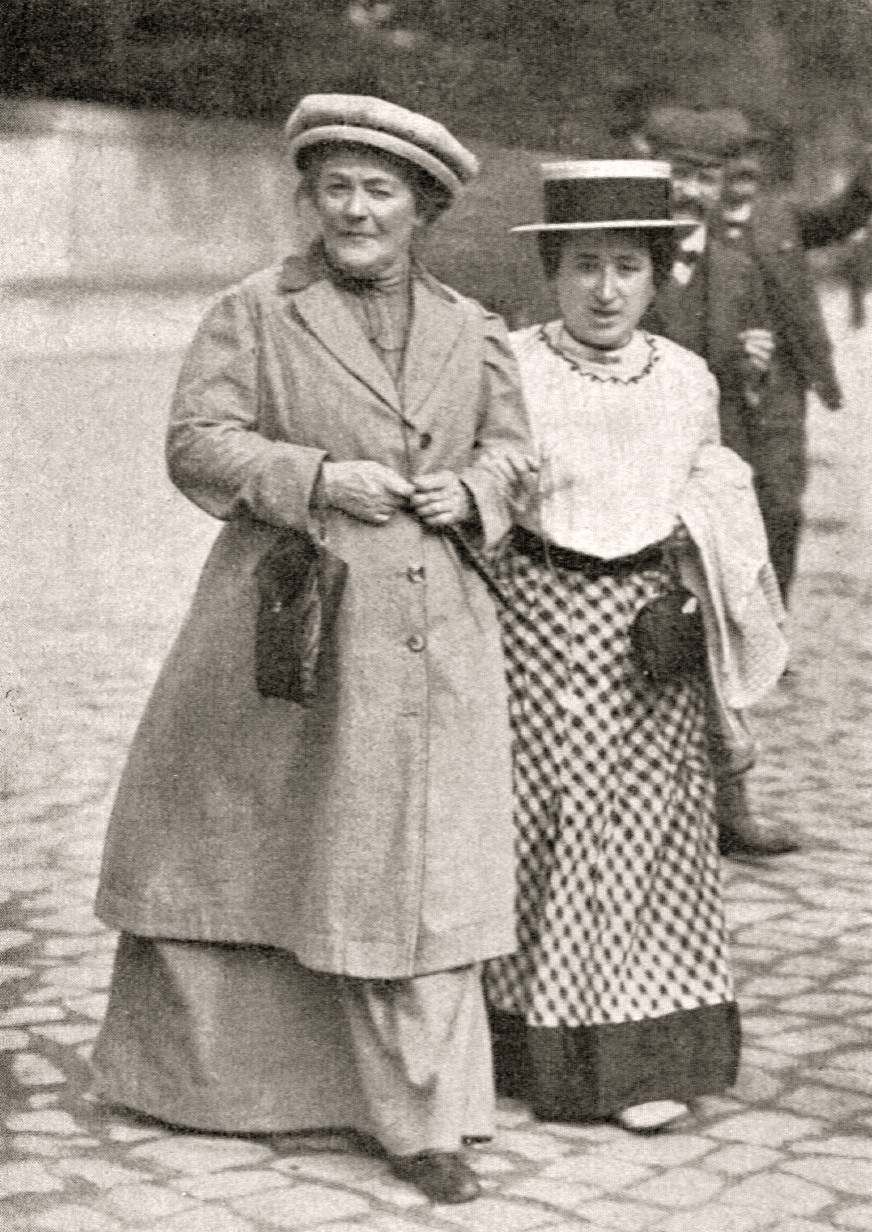
Клара Цеткин и Роза Люксембург (справа). 1910 г.

В годы между Первой русской революцией и Первой мировой войной Люксембург начала уделять внимание росту и развитию империализма. В течение нескольких лет она преподавала политическую экономию и историю в Центральной партийной школе СДПГ в Берлине. Её работа «Накопление капитала» (1913) содержит ряд положений и выводов, положивших впоследствии начало так называемому «люксембургианству». Накануне войны, в 1913 году, за речь против милитаризма Люксембург была приговорена к году тюрьмы. С начала войны она начала революционную агитацию против войны, возглавляя группу «Интернационал». Во время войны — интернационалистка, единомышленница Карла Либкнехта, вместе с которым основала «Союз Спартака».
18 февраля 1915 года после выступления на митинге во Франкфурте-на-Майне Роза Люксембург была арестована и заключена в тюрьму. Через год она вышла на свободу, но уже́ через три месяца, в 1916 году, вновь была взята под арест — на этот раз приговорена к двум с половиной годам тюрьмы. Однако, даже находясь в тюрьме, Роза не прекратила агитационной и пропагандистской работы, посылая конспиративно брошюры, листовки и воззвания против войны. Так, под псевдонимом «Юниус» она написала брошюру «Кризис социал-демократии», в которой теоретически предвосхитила полное разложение Второго интернационала и создание Третьего интернационала. Владимир Ленин прочёл эту брошюру, опубликованную в июне 1916 года, и похвалил её, не зная, кто являлся автором.
В сентябре 1918 года Роза написала статьи, изданные Паулем Леви в 1922 году брошюрой под заглавием «Русская революция. Критическая оценка слабости». Роза Люксембург предположила, во что выльется подавление политических свобод ленинской «диктатурой пролетариата»:

С подавлением свободной политической жизни во всей стране жизнь и в Советах неизбежно всё более и более замирает. Без свободных выборов, без неограниченной свободы печати и собраний, без свободной борьбы мнений жизнь отмирает во всех общественных учреждениях, становится только подобием жизни, при котором только бюрократия остаётся действующим элементом… Господствует и управляет несколько десятков энергичных и опытных партийных руководителей. Среди них действительно руководит только дюжина наиболее выдающихся людей и только отборная часть рабочего класса время от времени собирается на собрания для того, чтобы аплодировать речам вождей и единогласно одобрять предлагаемые резолюции. Таким образом — это диктатура клики, несомненная диктатура, но не пролетариата, а кучки политиканов.— Люксембург Р. Русская революция. Критическая оценка слабости. 1918

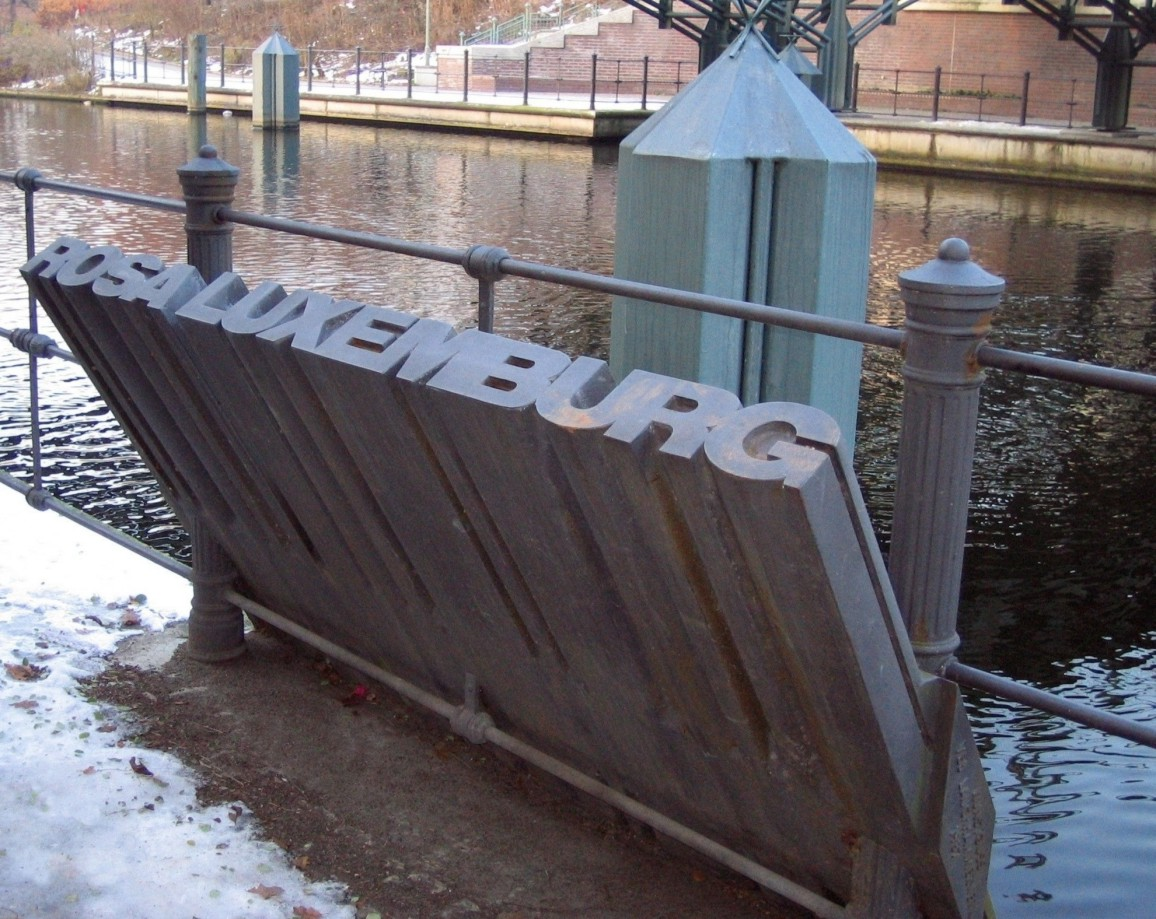
Памятник на месте обнаружения тела убитой Розы Люксембург на Ландвер-канале в Берлине

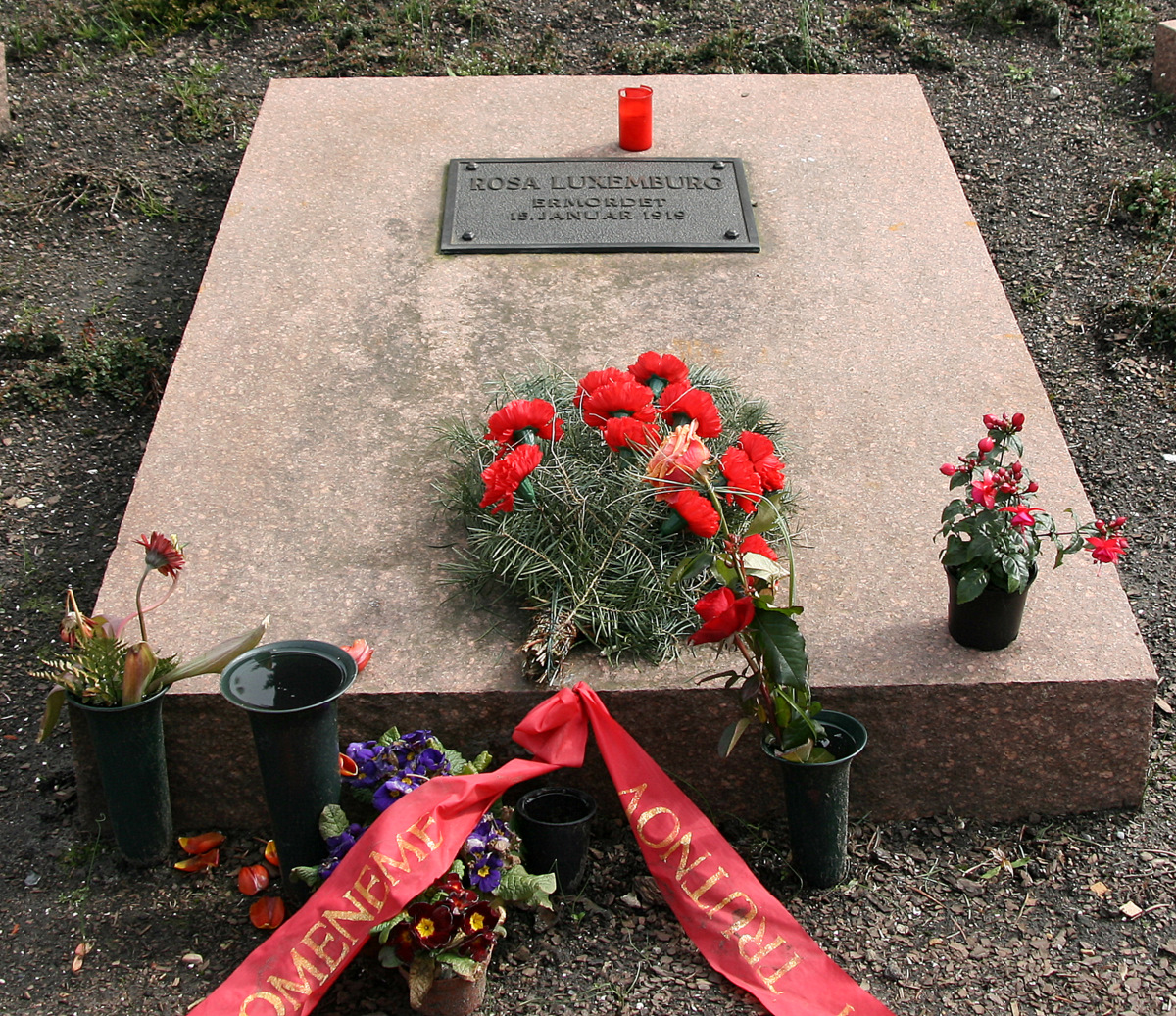
Могила Розы Люксембург на кладбище Фридрихсфельде

После освобождения из тюрьмы Роза Люксембург вместе с Карлом Либкнехтом в декабре 1918 года руководила учредительным съездом Коммунистической партии Германии. Будучи (как и Либкнехт) против свержения шейдемановского правительства, ввиду слабости компартии, Люксембург тем не менее приветствовала начавшееся в начале января 1919 года выступление берлинских рабочих. Выступление было подавлено. Социал-демократы опасались, что действия Либкнехта и его сторонников могут привести к гражданской войне. Центральный орган СДПГ «Форвертс» потребовал преследования вождей Коммунистической партии Германии. За головы Карла Либкнехта и Розы Люксембург было назначено 100 000 марок.

## Убийство
По дороге в тюрьму Моабит 15 января 1919 года Розу Люксембург убил один из конвоиров. По поздним показаниям капитана Вальдемара Пабста, который допрашивал Розу Люксембург, её увезли из отеля «Эден», где проводился допрос, всю в крови, поскольку фрайкоровец Отто Рунге нанёс ей несколько ударов прикладом. Воспользовавшись катером для транспортировки арестованной, в безлюдном месте Ландвер-канала между парком Тиргартен и Зоопарком подчинённый Пабста лейтенант флота Герман Сушон выстрелил женщине в голову и сбросил тело в канал между мостами в районе прибрежной улицы Катарина-Хейнрот-Уфер (нем. Katharina-Heinroth-Ufer, район Тиргартен, округ Митте). Позже Пабст признался, что разрешение на убийство Розы Люксембург он получил от рейхсминистра обороны правого социал-демократа Густава Носке. 31 мая в Ландвер-канале в Тиргартене было обнаружено тело без головы и рук, предположительно, принадлежащее Розе Люксембург. Останки были захоронены 13 июня 1919 года на кладбище Фридрихсфельде в Берлине, где в конце января был похоронен Либкнехт и другие участники неудавшегося восстания.
По словам историка Исаака Дойчера убийством Розы Люксембург «Германия Гогенцоллернов отметила свое последнее триумфальное убийство, а нацистская Германия — своё первое». Это изречение, однако, ошибочно: в год убийства Розы Люксембург кайзеровская Германия перестала существовать, а нацистская Германия ещё не родилась. За убийством Люксембург стояли другие силы, боровшиеся за власть после распада империи — сторонники её бывшего ученика, социал-демократа и будущего президента Веймарской республики Фридриха Эберта.
В эпоху ГДР на набережной южного берега Ландвер-канала около моста Лихтенштейна был установлен памятник Розе Люксембург в виде бронзовых букв её имени, уходящих с перил набережной в воду канала, и мемориальной доски, а в 200 м севернее был поставлен памятный знак на месте убийства Карла Либкнехта. На кладбище Фридрихсфельде будущий знаменитый архитектор Людвиг Мис ван дер Роэ в 1926 году создал монумент погибшим революционерам (разрушен нацистами в 1930-х годах).

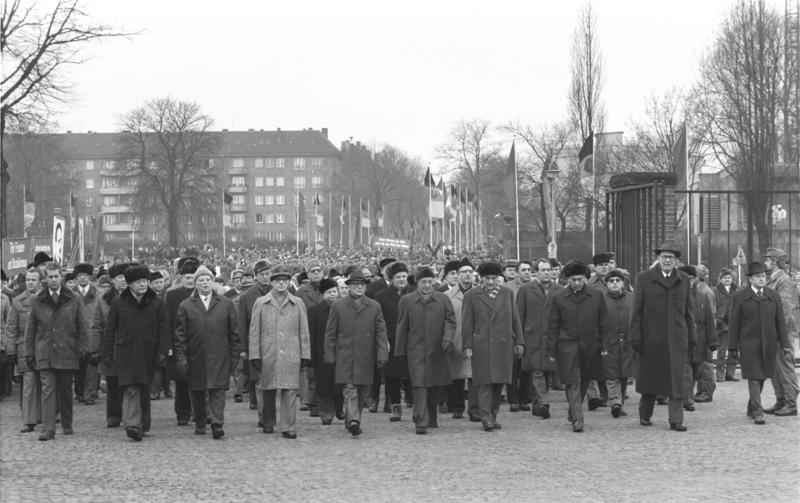
Демонстрация Люксембург-Либкнехт в ГДР. 1978 г.

## Цитаты
Самая безоглядная революционная решительность и самая великодушная человечность — только в них истинное дыхание социализма. Мир должен быть перевёрнут, но каждая пролитая слеза, которую можно осушить, — это обвинение, а каждый человек, который, спеша по важному делу, просто по грубой невнимательности давит бедного червя, совершает преступление.
Социализм без политической свободы — не социализм… Свобода только для сторонников правительства, только для членов партии, как бы многочисленны они ни были, — это не свобода. Свобода непременно предполагает свободу для тех, кто мыслит иначе. Не из-за фанатизма «справедливости», а потому, что всё живительное, благотворное и очистительное в политической свободе является её сущностью, и становится несостоятельным, когда «свобода» становится привилегией— строки из тюремных заметок Розы Люксембург о русской революции 1917 года

## Оценка деятельности
Владимир Ильич Ленин высоко ценил революционные заслуги Розы Люксембург. Он называл её «орлом, великой коммунисткой, представителем нефальсифицированного, революционного марксизма», подчёркивая, что её работы

…будут полезнейшим уроком для воспитания многих поколений коммунистов всего мира.— Ленин В. И. «К истории вопроса о диктатуре» (1920)
В то же время Ленин подверг критике люксембургианскую теорию империализма и накопления капитала, изложенную в книге «Накопление капитала» (1913), которая, как писала БСЭ, «по существу являлась обоснованием теории автоматического краха капитализма». В письме к Каменеву он указывал: «Читал новую книгу Розы „Die Akkumulation des Kapitals“. Наврала жестоко! Переврала Маркса. Я очень рад, что и Паннекук и Экштейн и О. Бауэр её единодушно осудили и сказали против неё то, что я в 1899 г. говорил против народников. Собираюсь писать о Розе в „Просвещении“ для № 4». В марте — апреле 1913 года В. И. Ленин работает над своей статьёй «Неудачное дополнение теории Маркса Розой Люксембург», пишет план статьи, составляет статистические таблицы, делает выписки из «Капитала» К. Маркса, однако его статья о книге Р. Люксембург в печати так и не появилась.
Лев Троцкий в 1932 году писал:

Да, для ненависти к Розе Люксембург у Сталина есть достаточно оснований. Но тем повелительнее наш долг оградить память Розы от клеветы Сталина, подхваченной наемными чиновниками обоих полушарий, и передать этот поистине прекрасный, героический и трагический образ молодым поколениям пролетариата во всем его величии и воспитательном обаянии.— Л. Троцкий. «Руки прочь от Розы Люксембург!» (1932)

Она не боялась бросить вызов Марксу, как и другим ведущим теоретикам.— Michael Roberts. Luxemburg 150 (2021)

## Сочинения
- Промышленное развитие Польши. СПб., 1899.
- «Социальная реформа или революция[англ.]» (1899)
- «Массовая стачка, партия и профсоюзы» (1906)
- «Накопление капитала» (1913)
  - Накопление капитала. Изд-е 5-е. Москва — Ленинград, Госсоцэкгиз (1934)
  - «Анти-критика» (1915)
- Кризис социал-демократии[англ.] (1915, под псевд. Юниус)
- «Рукопись о русской революции[нем.]», изд. в «Русская революция. Критическая оценка слабости» (1922, посмертно)
  - О социализме и русской революции. Избранные статьи, речи, письма. Москва, Политиздат (1991)
- Введение в политическую экономию (М.: изд-во социально-экономической литературы. 1960)

## Память

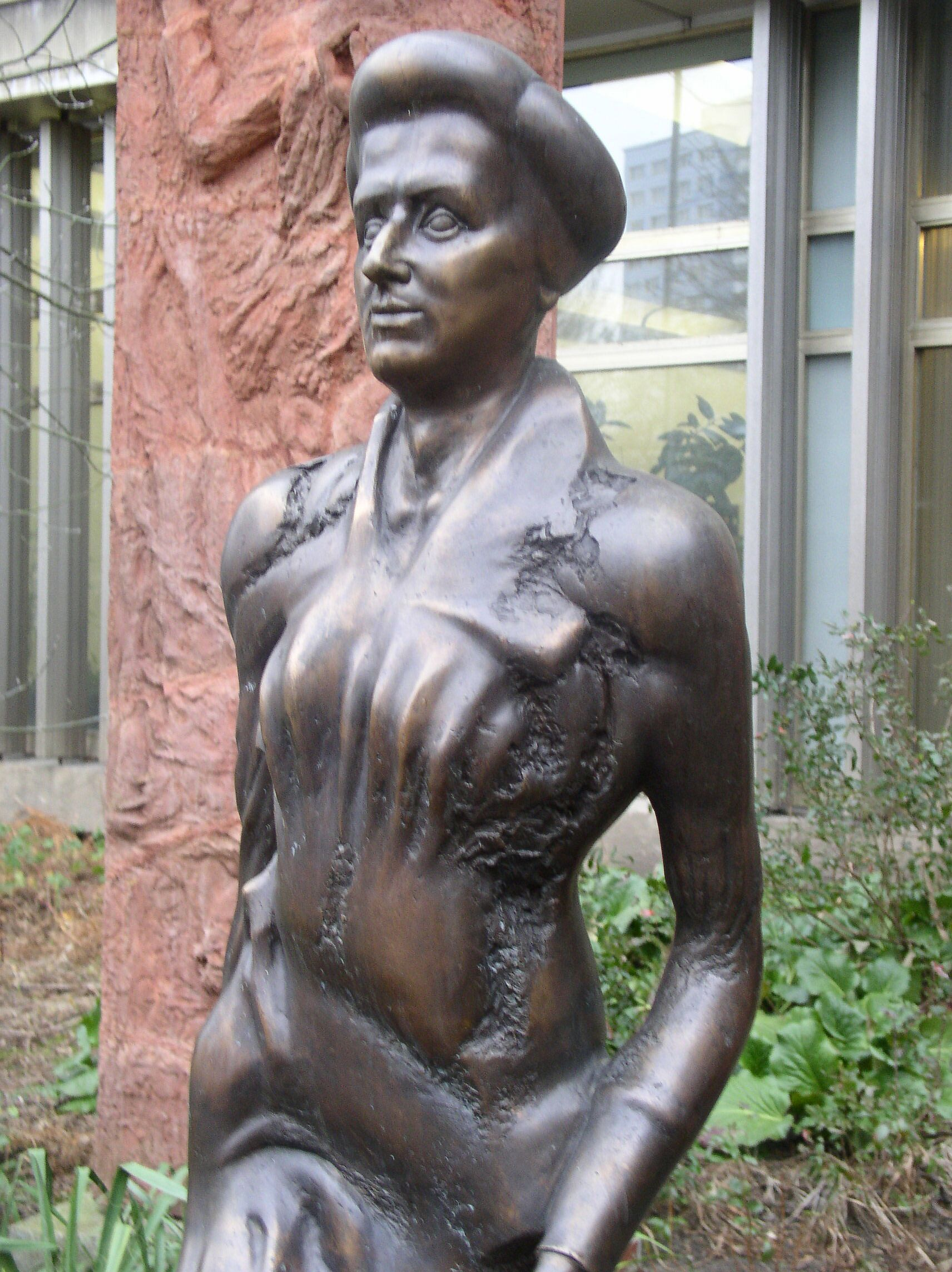
Памятник Розе Люксембург возле здания редакции газеты Neues Deutschland в Берлине. Скульптор Рольф Библь, 1998—1999

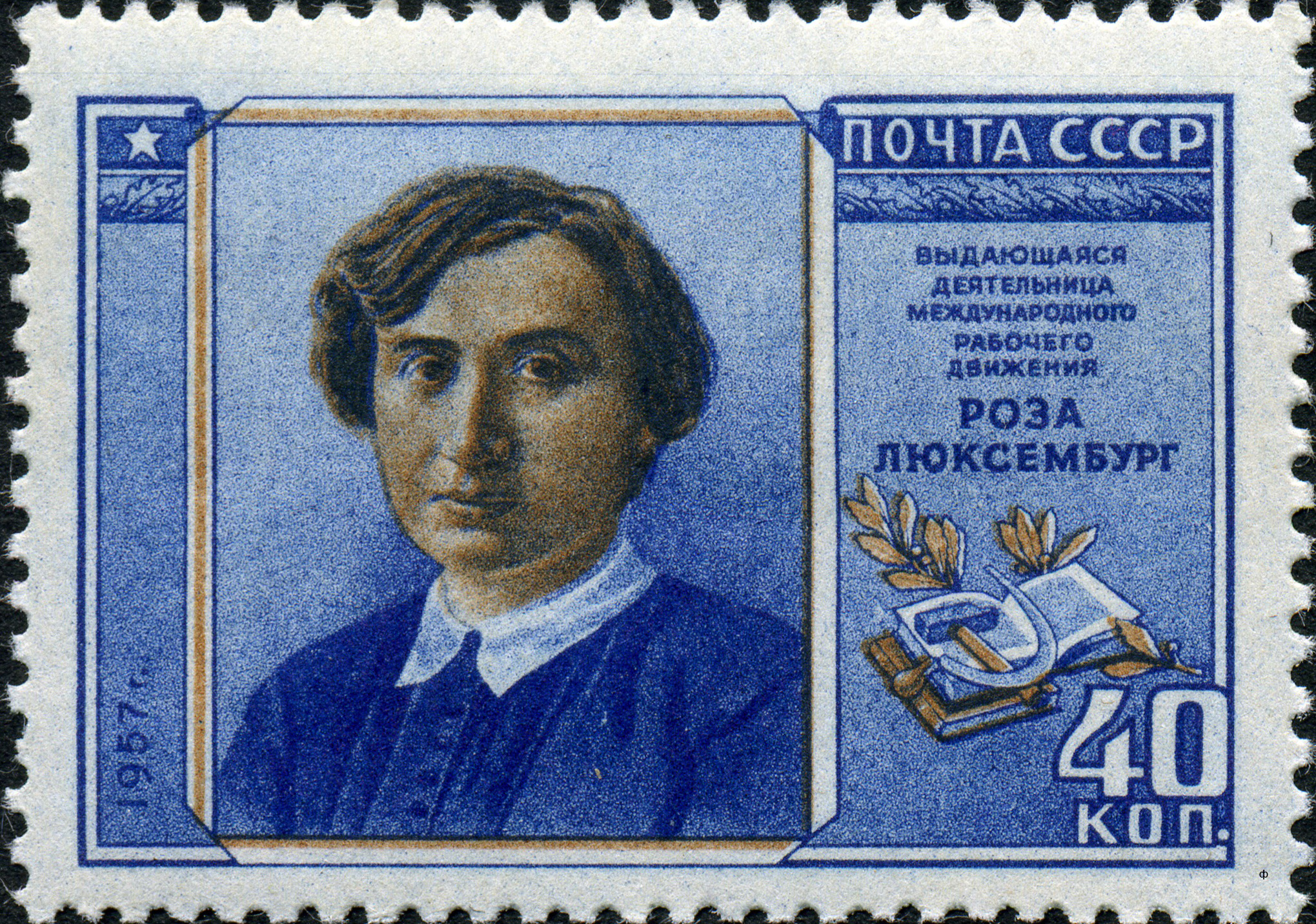
Почтовая марка СССР, 1957 г.

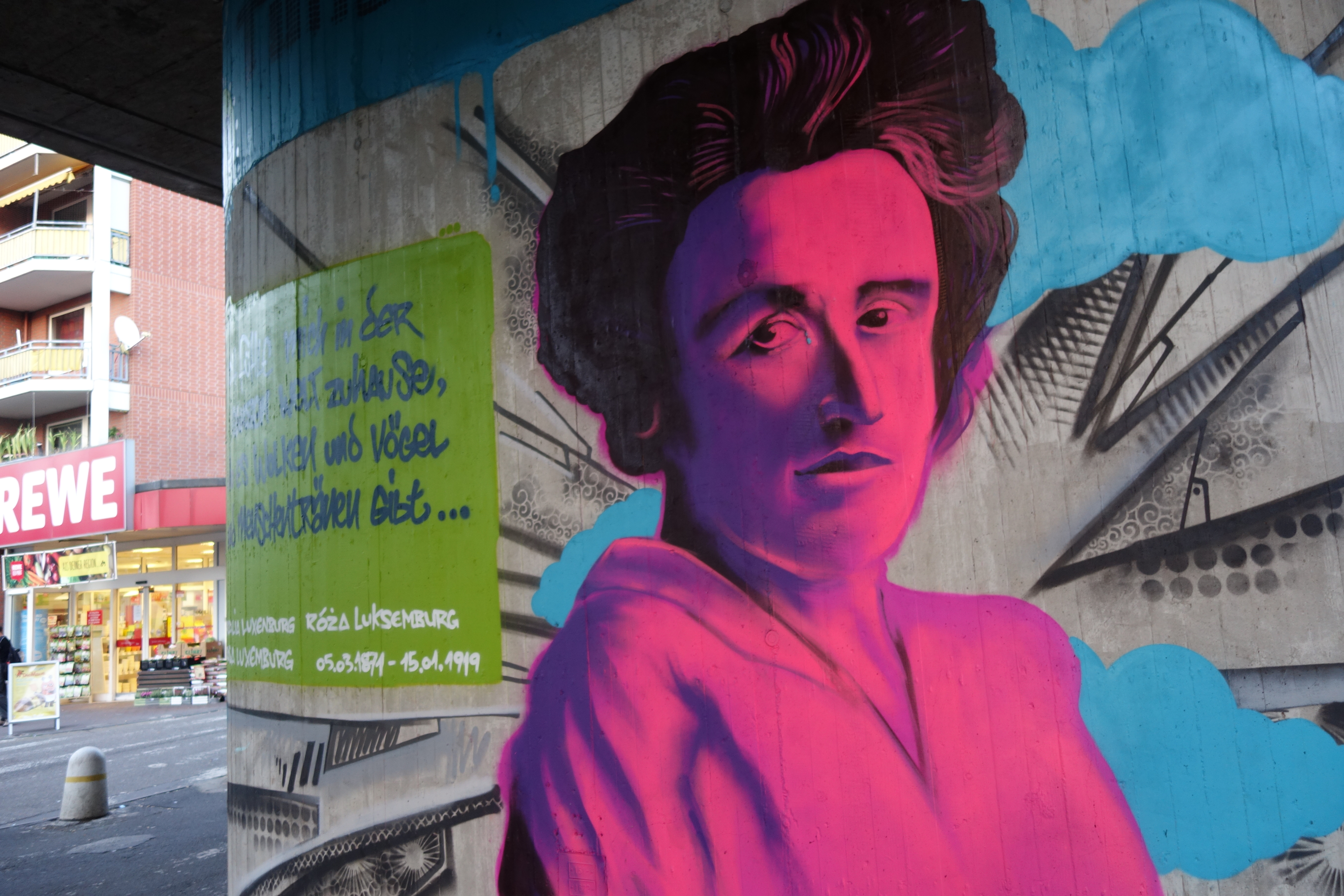
Граффити-портрет на колонне на Rosa-Luxemburg-Straße (Улица Роза-Люксембург, Франкфурт)

В центре Берлина (район Митте) в память о Розе Люксембург властями ГДР названы площадь и станция метро (нем. Rosa-Luxemburg-Platz (Berlin U-Bahn)) (названия сохранились после воссоединения Германии в 1990 году). Кроме того, в Германии создан неправительственный фонд Розы Люксембург, связанный с партией «Левые».
Именем Розы Люксембург названы:
- площади в городах: Берлин, Мюнхен, Дрезден, Радебойль, Луганск, Рославль;
- улицы в следующих городах и населённых пунктах: Абакан, Алапаевск, Абинск, Ахтырский, Аксай, Александрия, Алупка, Армавир, Архангельск, Астрахань, Ачинск, Аша, Балаково, Балахна, Балашов, Барабинск, Барнаул, Батайск, Бахмут, Березники, Бийск, Бобруйск, Борисполь, Боровичи, Бровары, Брянск, Буинск, Будённовск, Белгород, Бодайбо, Валки, Велиж, Великие Луки, Верхнеуральск, станица Вёшенская, Витебск, Вичуга, Владикавказ, Волгоград, Воронеж, Вытегра, Гродно, Гурьевск, Донецк, Ейск, Екатеринбург, Ереван, Жиздра, село Забавное, Запорожье, посёлок Загорянский, Изобильный, Иваново, Ирбит, Иркутск, Ирпень, Йошкар-Ола, Кадников, Калининград, Каменка-Днепровская, Камышлов, Касли, Караганда, Карачев, Кемерово, Керчь, Киров, Киров (Калужская область), Кисловодск, Коломна, Комсомольск-на-Амуре, Краматорск, Красноярск, Кременчуг, Кропоткин, Кстово, Купино, Курган, Невель, Куса, Кыштым, Липецк, Лозовая, Людиново, Лодейное Поле, Лохвица, Луза, Ленинск-Кузнецкий, Магнитогорск, Марганец, Мариуполь, Мелитополь, Меленки, Минеральные Воды, Минск, Монастырище, Москва, Нальчик, Нижние Серги, Николаев, Новороссийск, Нытва, Нязепетровск, Оренбурге, Орёл, Орехов, Павлодар, Пенза, Первоуральск, Пермь, Полтава, Полевской, Псков, Пятигорск, Ромны, Росток, Ростов-на-Дону, Рыльск, Санкт-Петербург, Саратов, Саранск, Севастополь, Севск, Сибай, Старый Крым, Скадовск, Славгород, Славянск, посёлок Смидович, Смоленск, Советск, Соликамск, Ставрополь, Стерлитамак, Таганрог, Таруса, Тверь, Темников, Темрюк, Тирасполь, Тобольск, Токмак, Томск, Троицк, Трубчевск, Тюмень, Туапсе, Тула, Тутаев, Ульяновск, Усолье-Сибирское, Уфа, Улан-Удэ, Франкфурт-на-Майне, Херсон, Химки, Чебоксары, Черепанове, Череповец, Черновцы, Черкассы, Черногорск, Чугуев, Шадринск, Элиста, Юрьевец, Ярославль.

Существовали также площади и улицы имени Розы Люксембург в таких городах, как Астана (ныне улица Акбугы), Абакан (ныне улица Г. А. Вяткина), Азов (ныне улица Александра Невского), Астрахань (ныне Никольская), Баку (Азербайджан) (ныне улица Кейкап Сафаралиевой), Батуми (Грузия) (ныне улица Мераба Костава), Николаев (ныне Никольская), Одесса (ныне улица И. Бунина), Семёнов (ныне улица Нижегородская), Симферополь (ныне улица Александра Невского), Старобельск (ныне улица Лангемака), Феодосия (ныне Адмиральский бульвар), Харьков (ныне Павловская площадь), Хмельницкий (ныне улица Грушевского).
- Населённые пункты, названные именем Люксембург: село Люксембург, Бабаюртовский район, Дагестан; имени Розы Люксембург, Челябинская область, город Коркино (построено немецкими военнопленными); село Люксембург, Кантский район, Чуйская область, Кыргызстан; село Розы Люксембург, Генический район, Херсонская область; село Розы Люксембург, Широковский район, Днепропетровская область; село Розы Люксембург, Новоазовский район, Донецкая область; село Розы Люксембург, Добропольский район, Донецкая область; село Розы Люксембург, Хохольский район, Воронежская область; село Розы Люксембург, Буландинский район, Акмолинская область; село Розы Люксембург, Кваркенский район, Оренбургская область; деревня Розы Люксембург, Ельский район, Гомельская область. В 1920-х годах было село Роза Люксембург Интернациональной волости Калужского уезда.

Именем Розы Люксембург были названы промышленные предприятия:
- кондитерская фабрика в Одессе (ныне ОАО «Комбинат»);
- трикотажная фабрика в Киеве на Демиевке — самая большая шерстопрядильная фабрика на Украине (закрыта, переоборудована в «Креативный квартал»);
- шёлковый комбинат в Москве (закрыт);
- шерстопрядильная фабрика в посёлке Волга, Некоузский район, Ярославская область (не действует);
- санаторий в посёлке Гаспра.

На Украине в 2014 году Роза Люксембург была включена в список лиц, подпадающих под закон о декоммунизации.

## Киновоплощения
- Джудит Хармс / Judith Harms — «Ernst Thälmann — Sohn seiner Klasse» (1954)
- Зофия Мрозовска — «Trotz alledem!» (1972)
- Майя Димитриевич — «Dimitrije Tucovic» (1974)
- Антонина Шуранова — «Доверие» (1975)
- Барбара Зукова — «Роза Люксембург» / Rosa Luxemburg (1986)
- Рута Сталилюнайте — «Прошедшее вернуть» (1988)
- Мириам Сехон — «Демон революции» (2017)